# متفجرات

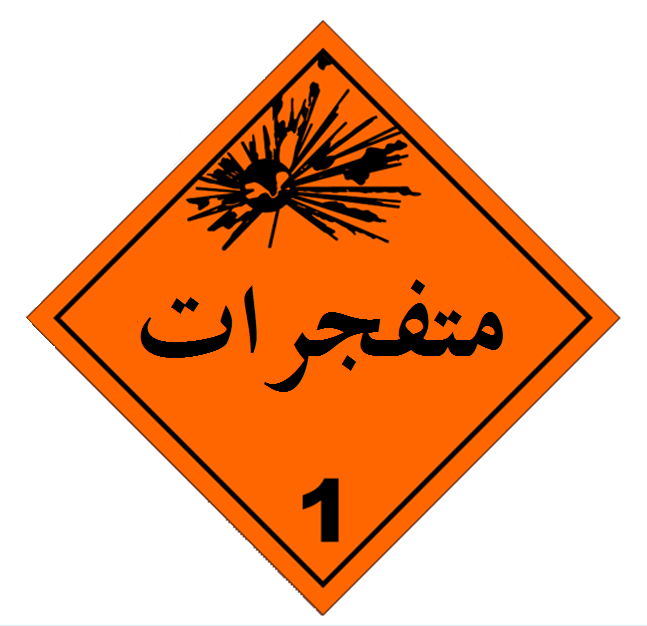
لافتة تحذيرية من المتفجرات

المتفجرات هي عبارة عن ردة فعل لمادة تحتوي على طاقة انفجار كبيرة (طاقة كامنة)، التي يمكن أن تصدر انفجارًا إذا صدرت فجأة، وغالبًا يرافقها إنتاج لضوء وضغط وصوت وحرارة. والعبوة الناسفة تقاس بكمية المواد المتفجرة داخلها.
والطاقة الكامنة الموجودة في المواد المتفجرة يمكن أن تكون:
- طاقة كيميائية على شكل النيتروغليسرين أو ملح البارود أو نترات الأمونيوم أو التي إن تي.
- ضغط في ضاغط الغاز مثل أسطوانة الأكسجين أو الإيرسول.
- طاقة نووية كالتي في النظائر الانشطارية مثل يورانيوم-235 وبلوتونيوم-239
- المركبات النارية، كما وجدت في الألعاب النارية وغيرها.

ويمكن تصنيف المواد المتفجرة على حسب سرعتها في الانتشار. المواد التي تنتشر بسرعة أسرع من سرعة الصوت صنفت على أنها «شديدة الانفجار»، والمواد التي تحترق يمكن تصنيفها بأنها «منخفضة الانفجار». ويمكن أن تصنف على حسب حساسيتها للحرارة أو الضغط، فالمواد الحساسة للحرارة يمكن أن تبدأ بمقدار صغير من الحرارة أوالضغط يمكن تصنيفها على أنها «متفجرات أساسية».والمواد التي لا تكون بنفس المقدار من الحساسية تصنف بأنها «متفجرات ثانوية».
إن فكرة الانفجار بسيطة جداً حيث تعتمد على تمدد هائل ومفاجئ. والمتفجرات أو المفرقعات مواد لها القدرة على إحداث ضغط مفاجئ على ما يحيط بها وذلك نتيجة لتحول المادة فجأة إلى غازات ساخنة. وتشغل الغازات في لحظة الانفجار نفس الحيز الذي كانت تشغله المادة الأصلية ولكن حرارة الانفجار تسبب تمددها ويصبح التمدد هائلاً بالنسبة للوعاء الحاوي للغازات المتولدة فجأة فينفجر.
تستخدم مفرقعات معينة عوضًا عن استخدام أي مادة قابلة للاشتعال بسبب تميز المفرقعات بأنها تشتعل بسرعة هائلة وأنها محصورة في حيز محدود ومحكم بحيث تضطر الغازات الناتجة من الاحتراق إلى الانطلاق من إسارها بقوة كبيرة. وهناك نقطتان تعدان من أهم ما تتميز به المفرقعات أنها لا بد أن تحتوي على مادة أو خليط من مواد لا يطرأ عليها تغيير في الظروف العادية ولكنها تتحول تحولاً كيميائياً سريعاً إذا توفرت الظروف السانحة.
كما ظهر سابقاً أن المتفجرات هي مواد عادية جداً إلا ان المميز فيها ان لها قدرة وسرعة عالية في التمدد السريع والمفاجئ والمنتج للحرارة العالية. ومما زاد من أولوية استخدام المتفجرات دون سواها هو سرعة اشتعالها وتحولها إلى غازات ساخنة جدًا.
إن المواد جميعها من حيث التركيبة الكيميائية مختلفة اختلافاً تاماً، ولكن من حيث فيزيائيتها، فلها خواص تختلف من مادة لأخرى، مثل نقطة الغليان ونقطة الانصهار والمغناطيسية والموصيلية الكهربائية وغيرها من الخواص وهذا ما نعهده في المواد الصلبة وكذلك الغازات والسوائل.
فإن جيئ بغاز وبُرِد لدرجة حرارة منخفضة تحول إلى سائل، وإذا بُرِد السائل إلى درجة حرارة منخفضه تحول عند نقطة معينة (نقطة التجمد إلى مادة صلبة.
والعكس صحيح. أي إذا سُخنت مادة صلبة مثل الحديد فهو يتحول أيضًا إلى سائل عند درجة انصهاره. ولكن بسبب معدل درجة حرارة كوكب الأرض، فإن كل مادة تأخذ شكلها المفروض أن تأخذه عند درجة الحرارة هذه. هذا من حيث فيزيائية المواد.
فالتركيبة الكيميائية للمادة وصفات المواد المؤلفة لها تجعل منها مركب نشيط أو خامل حرارياً. فإن كانت نشيطة فهي لا تحتاج إلا لدرجة حرارة تعادل درجة حرارة شرارة بسيطة ولمدة قد لاتتخطى أجزاء الثانية فتنفجر وتتحول إلى الحالة الغازية.
وإن كانت خاملة فهي ستسلك المسلك المعتاد بزيادة درجة الحرارة حيث تتحول من الحالة الصلبة إلى الحالة السائلة، ثم تتحول إلى الحالة الغازية.
كل هذه الصفات جعلت من المتفجرات المواد ذات الأولوية للاستخدام في الانفجار ونشر الشظايا التي تهدف إلى قتل الأفراد وهدم المنشآت الحيوية، ومن أهم المواد المتفجرة النيتروغليسرين.

## التاريخ
يعود فضل اكتشاف المتفجرات إلى الصين وتم إعادة اكتشاف المتفجرات في إسبانيا أيام الحكم الإسلامي للأندلس، وما زالت القنبلة في اللغات الأوروبية اسمها جرانادا (بالإسبانية: Granada)‏ أي الغرناطية، وهم قوم تعلموا صناعة البارود من أوراق كتبها علماء من الصين المكتشف الأول للمواد الكيميائية المتفجرة.

## اقرأ أيضا
- مقياس التفجرية
- ثلاثي أكسيد الزينون
- مولد ضغط التدفق يضخ بمتفجر
- دليل الذخيرة المرتجلة TM 31-210